# تاديوز كراوس
تاديوز كراوس (بالتشيكية: Tadeáš Kraus)‏ (و. 1932 – م) هو لاعب ومدرب كرة قدم، من تشيكوسلوفاكيا، شارك في بطولة كأس العالم لكرة القدم 1958، وبطولة كأس العالم لكرة القدم 1954.

## روابط خارجية
- تاديوز كراوس على موقع الاتحاد الدولي (مؤرشف)  (الإنجليزية)
- تاديوز كراوس على موقع الاتحاد التشيكي (الإنجليزية)
- تاديوز كراوس على موقع قاعدة بيانات كرة القدم.إي يو (الإنجليزية)
- تاديوز كراوس على موقع ناشيونال فوتبول تيمز (الإنجليزية)
- تاديوز كراوس على موقع Soccerway.com (الإنجليزية)
- تاديوز كراوس على موقع عالم كرة القدم.نت (الإنجليزية)